# Schwanenstadt
Schwanenstadt ist eine Stadtgemeinde in Oberösterreich im Bezirk Vöcklabruck im Hausruckviertel mit 4773 Einwohnern (Stand 1. Jänner 2024). Die Gemeinde liegt im Gerichtsbezirk Vöcklabruck.

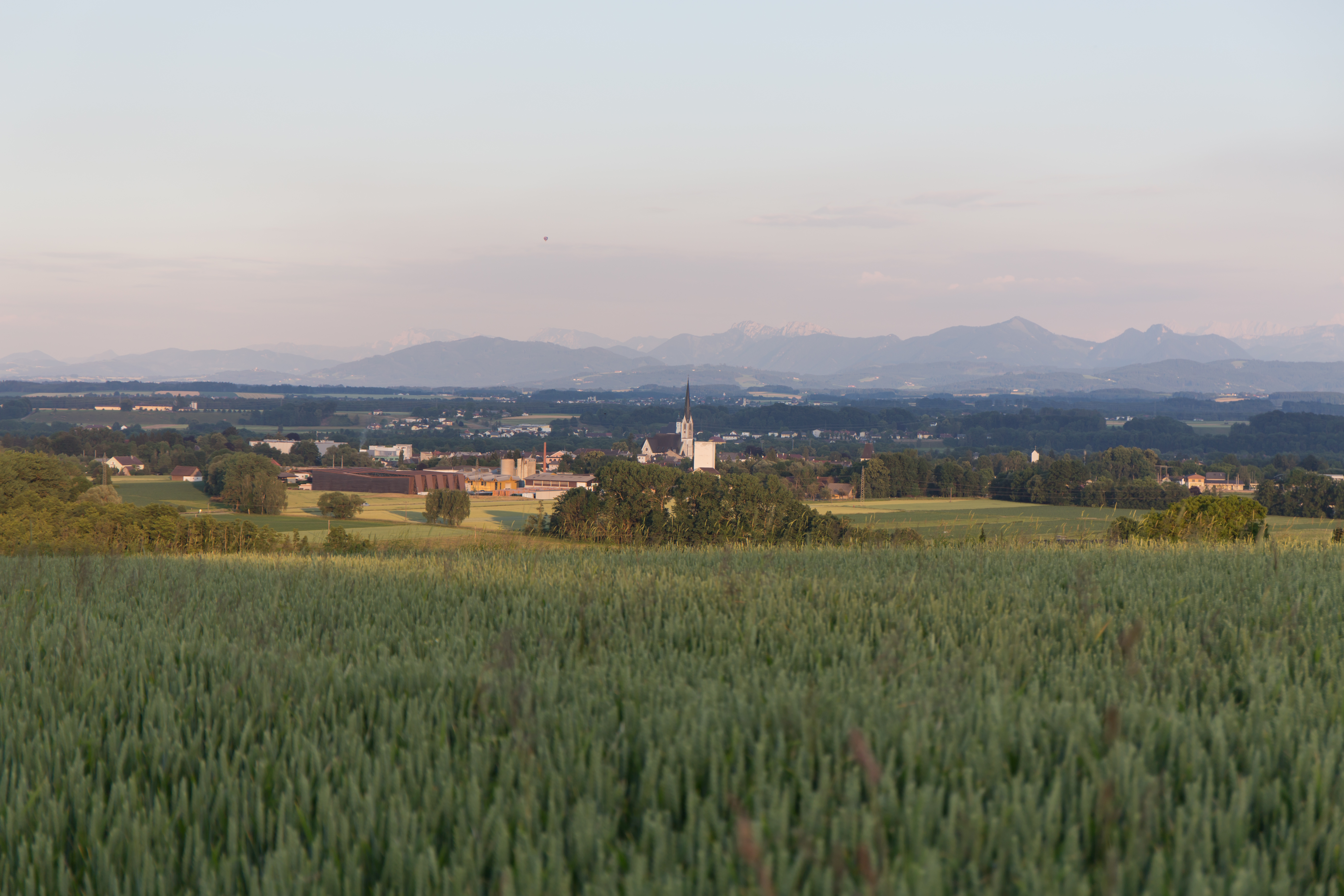
Blick auf Schwanenstadt von Nordwesten

## Geografie
Schwanenstadt liegt auf 389 m Höhe im Hausruckviertel. Die Ausdehnung von Nord nach Süd beträgt 2 km, von West nach Ost 2,1 km.
Die Gesamtfläche beträgt 2,6 km². 3,7 % der Fläche sind bewaldet, 44,4 % der Fläche sind landwirtschaftlich genutzt.

### Nachbargemeinden
Die Nachbargemeinden sind: Oberndorf bei Schwanenstadt, Redlham, Rüstorf und Schlatt
| Oberndorf |                                             | Schlatt |
|           | Kompassrose, die auf Nachbargemeinden zeigt |         |
| Redlham   |                                             | Rüstorf |

## Geschichte

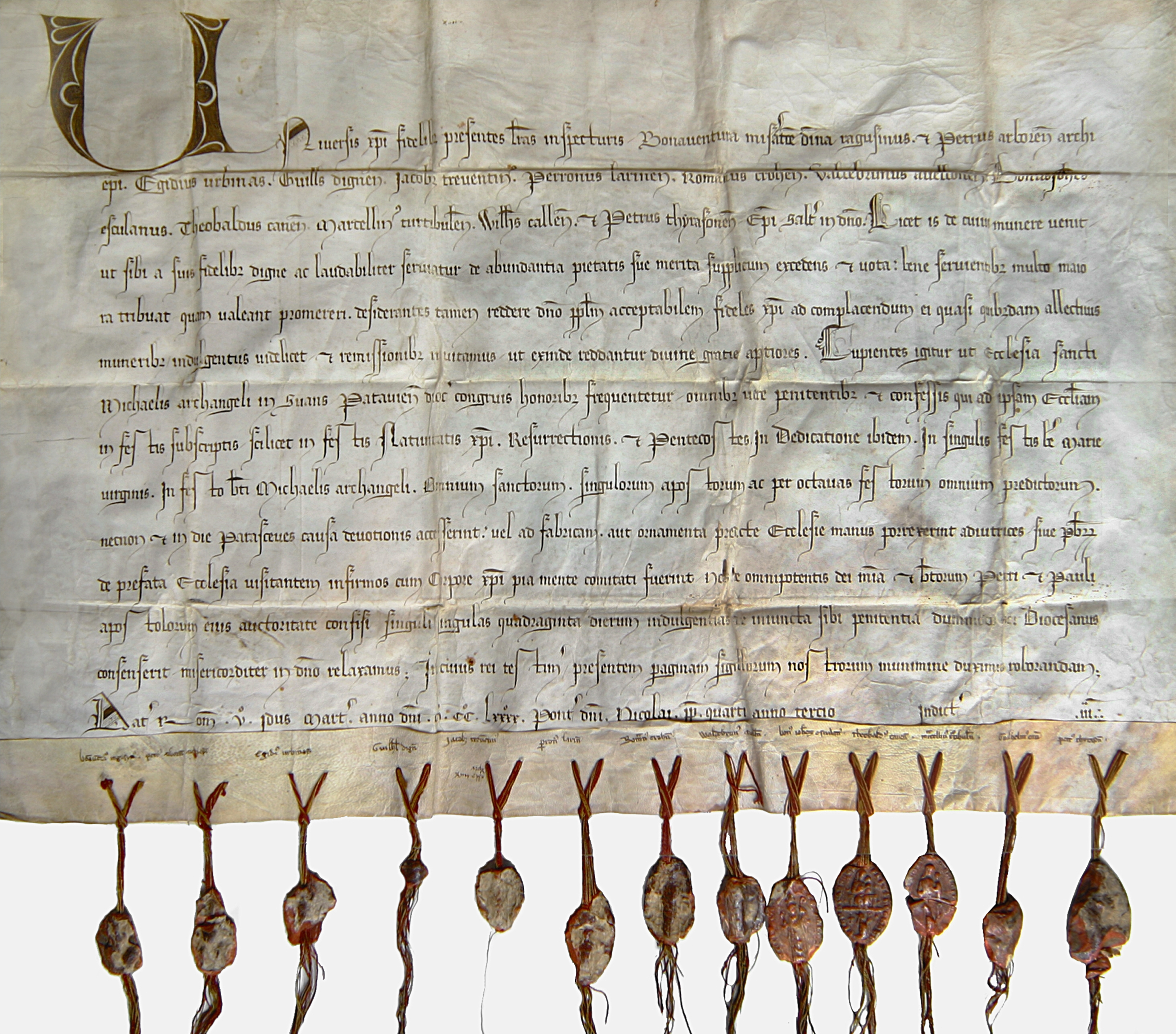
Ablassurkunde Schwanenstadt

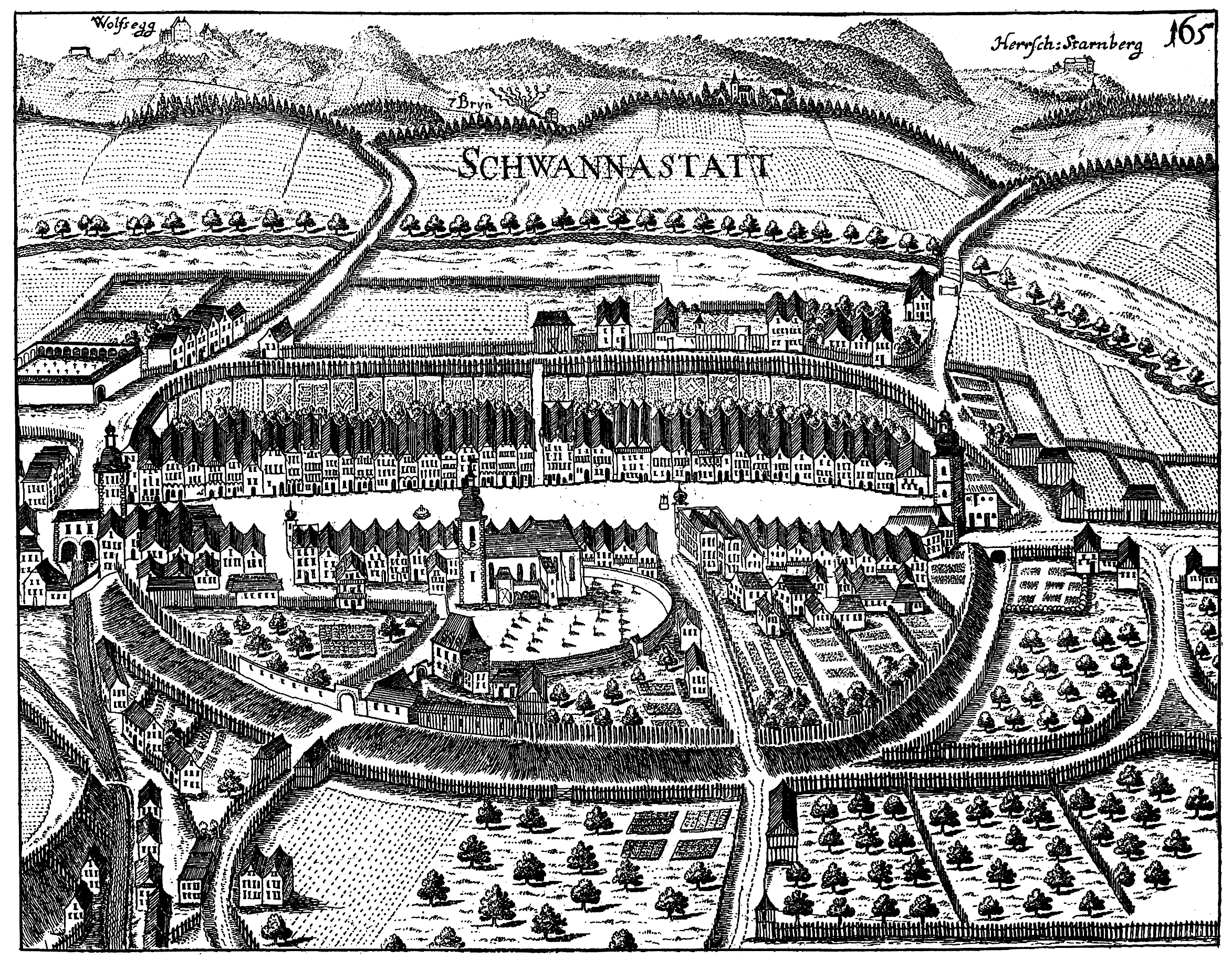
Georg Matthäus Vischer Kupferstich aus Topographia Austriae superioris modernae (1674)

Die Geschichte reicht bis in die Zeit der Kelten zurück. Diese gründeten in der Nähe des heutigen Stadtzentrums eine Siedlung namens Tergolape („Kleiner Markt am Wasser“). Während der römischen Kolonialzeit wurde aufgrund der günstigen Lage am Hauptverkehrsweg Ovilava (Wels) – Juvavum (Salzburg) eine Poststation errichtet. Tergolapes endgültige Position ist bis heute Gegenstand einer wissenschaftlichen Diskussion.
Der erste urkundlich überlieferte Name für den aufblühenden Ort war Suanaseo im Jahr 788. Der neu bezeichnete Markt Schwans fand 1361 seine erstmalige urkundliche Erwähnung. Am 26. Juni 1627 wurde der Markt Schwans zur Stadt Schwanenstadt erhoben, nachdem Graf Adam von Herberstorff den Markt um 125.000 Gulden käuflich erworben hatte. In den folgenden Jahrhunderten entwickelte sich Schwanenstadt immer mehr zu einem wirtschaftlichen, gesellschaftlichen, kulturellen, sportlichen und schulischen Zentrum.
Der Ort gehörte ursprünglich im Ostteil des Herzogtums Bayern; seit dem 12. Jahrhundert zum Herzogtum Österreich. Seit 1490 wird er dem Fürstentum 'Österreich ob der Enns' zugerechnet. Im Jahr 1627 erfolgte die Verleihung des Stadtrechtes durch Adam Graf von Herberstorff. Während der Napoleonischen Kriege war der Ort mehrfach besetzt. Seit 1918 gehört der Ort zum Bundesland Oberösterreich. Nach dem Anschluss Österreichs an das Deutsche Reich am 13. März 1938 gehörte der Ort zum Gau Oberdonau. Nach 1945 erfolgte die Wiederherstellung Oberösterreichs. Die Gemeinde war bis Ende 2004 Teil des Gerichtsbezirks Schwanenstadt und wurde per 1. Jänner 2005 Teil des Gerichtsbezirks Vöcklabruck.

## Kultur und Sehenswürdigkeiten

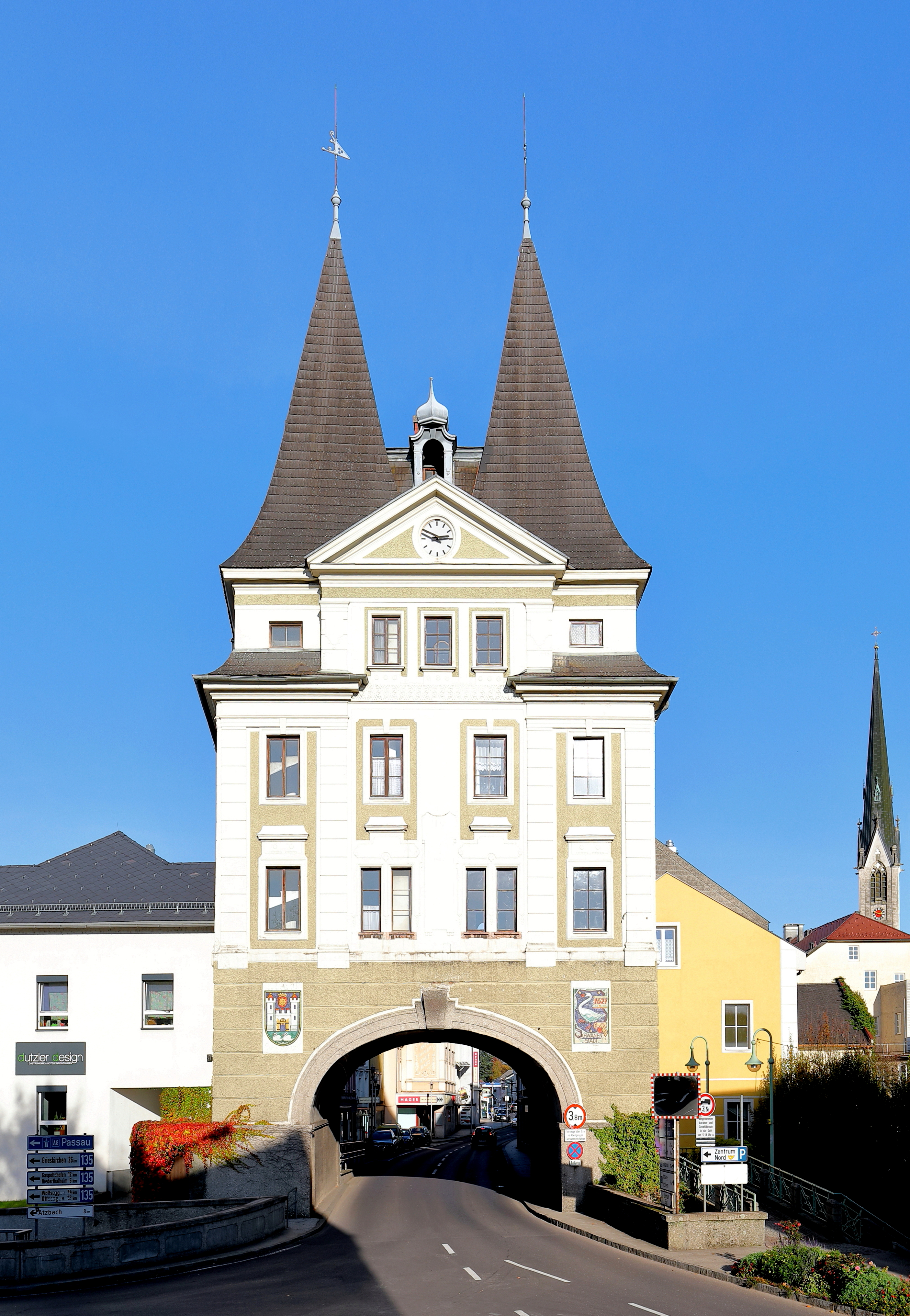
Stadttor von Schwanenstadt; in der jetzigen Form 1909 errichtet beziehungsweise umgebaut

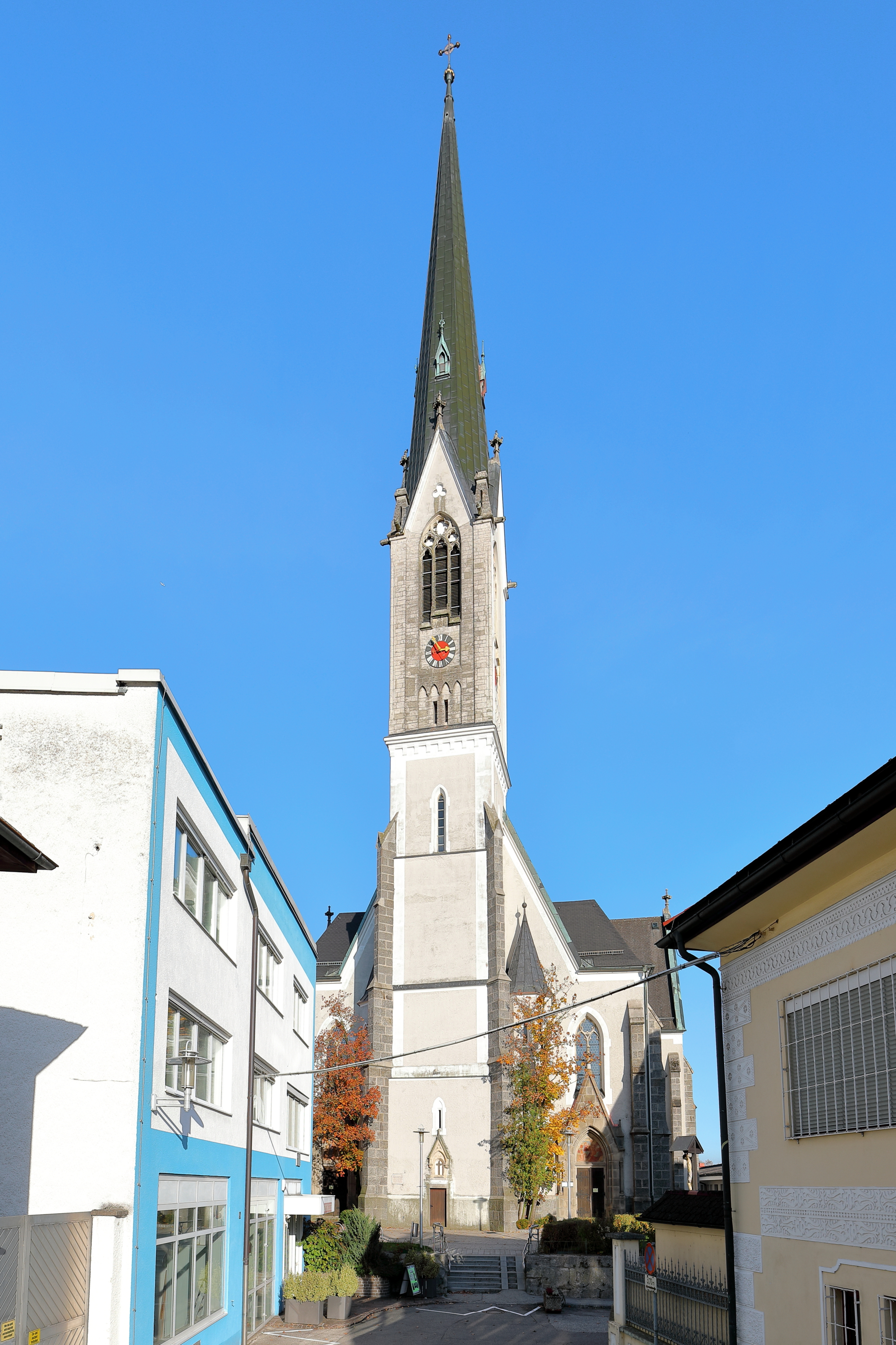
Pfarrkirche Schwanenstadt

- Heimatmuseum Schwanenstadt: Das Heimatmuseum befindet sich in der Pausinger-Villa. Der Garten der Pausinger-Villa liegt auf einem bajuwarischen Gräberfeld, das in den 1970er Jahren ergraben und wissenschaftlich erarbeitet wurde. Auch römische Grabungsfunde konnten verzeichnet werden. Das Haus wurde von der Stadtgemeinde angekauft und renoviert und beherbergt seit 26. Mai 2007 das Heimatmuseum Schwanenstadt. Bis in die Zeit, als die Kelten das Land bevölkerten und unweit des heutigen Stadtzentrums eine Siedlung namens Tergolape („Kleiner Markt am Wasser“) gründeten, reicht die Geschichte von Schwanenstadt zurück. Während der römischen Kolonialzeit wurde es aufgrund der günstigen Lage am Hauptverkehrsweg Ovilava (Wels) – Juvavum (Salzburg) eine Poststation. Viele Fundstücke davon sind im Heimathaus zu besichtigen. Mit Unterstützung der Goldhaubengruppe Schwanenstadt und Obfrau Lisa Berger ist es dem Heimathaus-Verein gelungen, eine wertvolle Original-Urkunde aus dem Jahr 1290 zu erwerben. Die Ablassurkunde des Papstes Nikolaus IV mit 13 Siegeln, ausgestellt MCCLXXXX für die Pfarrkirche „sancti Michaelis archangeli in suans“ ist für Schwanenstadt (früher suans) von großer Bedeutung. Dies ist die erste urkundliche Erwähnung, bei der die Pfarrkirche in Suans Erwähnung findet.
- Stadtplatz: Nach verheerenden Bränden in den vergangenen Jahrhunderten sind einige Bürgerhäuser mit Barock- und Renaissancefassaden wieder errichtet worden.
- Stadtturm Schwanenstadt: Das Wahrzeichen von Schwanenstadt ist der Stadtturm am westlichen Stadtplatzende; in welchem sich auch die Stadtturmgalerie befindet.
- Rathaus mit Arkadenhof
- Evangelische Christuskirche
- Katholische Pfarrkirche Schwanenstadt hl. Michael: Die Kirche wurde in den Jahren 1900 bis 1902 im neugotischen Stil errichtet. Der Kirchturm hat eine Höhe von 78 Metern. Der mächtige, 52 m lange Kirchenbau mit seinem Spitzhelmturm ist das Wahrzeichen von Schwanenstadt.
- Kalvarienbergkirche: Ein Kilometer nördlich von Schwanenstadt liegt auf einer kleinen Anhöhe die Kalvarienkirche der Pfarre. Sie wurde 1488 von Bischof Albert Schönhofer als Apostelkirche geweiht und 1721 zur Kalvarienbergkirche umgestaltet. Von der Stadt führt ein Kreuzweg zur Kirche, deren neue, modern gestaltete Bilder 1983 geweiht wurden. Die Fastenkrippe ist nur am Gründonnerstag, Karfreitag und Karsamstag in der Zeit von 10 bis 18 Uhr zu besichtigen. Die Philippsbergkirche beherbergt in einem Anbau, wahrscheinlich seit 1719, eine volkskundliche Rarität, die nur in den Kartagen zugänglich ist: Über einem mit bunten Glaskugeln geschmückten Heiligen Grab wird eine bewegliche Fastenkrippe, das Werkl, aufgestellt. Auf einer kleinen Drehbühne ziehen in zwei Ebenen etwa 20 cm große, im Stile des späten Bauernbarock geschnitzte und bemalte Figuren am Beschauer vorbei. Sie zeigen die fünf Geheimnisse des schmerzhaften Rosenkranzes. Über diesem beweglichen Teil zeigt ein Relief Pilatus, der sich die Hände wäscht. Betrieben wird das „Werkl“ durch ein Uhrwerk, das seine Kraft von einem schweren Gewicht an der Außenwand der Kirche bekommt.

## Wirtschaft und Infrastruktur

### Verkehr
- Straße: In Schwanenstadt kreuzen sich die Wiener Straße (B 1) und die Gallspacher Straße (B 135). 2006 begannen die Bauarbeiten für die Umfahrungsstraße, die 2009 eröffnet wurde und südlich des Stadtkerns verläuft. Die nächste Autobahnanschlussstelle ist Laakirchen-West (vormals Steyrermühl) an der A1 in circa 8 km Entfernung.
- Bus: Öffentliche Buslinien gibt es in Richtung Wels und Vöcklabruck sowie Niedertalheim und Gmunden.
- Bahn: Im ÖBB-Bahnhof Schwanenstadt halten Regional- und Regionalexpresszüge der Westbahnstrecke Wien–Salzburg.

### Bildung
- 2 Kindergärten
- Volksschule
- 2 Mittelschulen (Schwerpunkt Sport und Musik)
- 1 Polytechnische Schule
- 1 Musikschule

### Sport
- Der ÖTB Turnverein Schwanenstadt wurde 1870 gegründet. Die Aktivitäten reichen vom Mutter-Kind Turnen über Aerobic bis zu Geräteturnen und Volleyball.
- Der Schwanenstädter Fußballverein SC Schwanenstadt wurde in der Saison 2004/2005 Meister der Regionalliga Mitte und spielte damit in der zweithöchsten österreichischen Spielstufe, der Ersten Liga. Nach finanziellen Problemen verkaufte der Verein die Lizenz 2008 an den SC Magna Wiener Neustadt.
- Der Alpenverein Schwanenstadt ist mit knapp 1200 Mitgliedern (Stand: 2020)[2] der mitgliederstärkste Verein der Region Schwanenstadt und bietet sämtliche Alpinsportarten an.

## Politik
Der Gemeinderat hat 25 Mitglieder.
- Mit den Gemeinderats- und Bürgermeisterwahlen in Oberösterreich 2003 hatte der Gemeinderat folgende Verteilung: 9 ÖVP, 9 SPÖ, 4 Partei für Umweltschutz und Menschlichkeit (PUM) und 3 FPÖ.
- Mit den Gemeinderats- und Bürgermeisterwahlen in Oberösterreich 2009 hatte der Gemeinderat folgende Verteilung: 11 ÖVP, 7 SPÖ, 4 FPÖ und 3 PUM.
- Mit den Gemeinderats- und Bürgermeisterwahlen in Oberösterreich 2015 hatte der Gemeinderat folgende Verteilung: 11 ÖVP, 6 FPÖ, 5 SPÖ und 3 PUM.
- Mit den Gemeinderats- und Bürgermeisterwahlen in Oberösterreich 2021 hat der Gemeinderat folgende Verteilung: 10 ÖVP, 6 FPÖ, 5 SPÖ und 4 PUM.

### Bürgermeister
- 1959–1995 Rudolf Staudinger (ÖVP)
- 1995–2021 Karl Staudinger (ÖVP)[3]
- seit 2021 Doris Staudinger (ÖVP)

## Wappen
Das ursprüngliche, 1565 erstmals nachgewiesene Marktwappen zeigte einen stehenden Schwan. Anlässlich der Stadterhebung 1627 wurde das heute gebräuchliche Wappen eingeführt.
| Wappen von Schwanenstadt | Blasonierung: „In Blau auf grünem, gewelltem Schildfuß mit zwei silbernen, rot bewehrten, schwimmenden Schwänen ein silberner, zweitürmiger, gezinnter Torbau, das durchbrochene Rundbogentor mit hochgezogenem, goldenem Fallgitter und aufgeschlagenen, goldenen Torflügeln, die Türme mit roten, einen goldenen Knauf tragenden Kegeldächern. Über dem Torbau ein rotes, von einer goldenen Davidskrone überhöhtes Schildchen mit einem goldenen Mühlenrad. Die Gemeindefarben sind Blau-Gelb.“ |
| Wappen von Schwanenstadt | Wappenbegründung: Tor und Türme kennzeichnen den Ort als Stadt, das Mühlrad ist das Stammwappen Adam Graf Herberstorffs, der kurz nach dem Erwerb des Marktes Schwans das Stadtrecht erwirkte. Die Schwäne stehen für die volksetymologische Herleitung des Ortsnamens. |

## Persönlichkeiten

### Ehrenbürger der Gemeinde
- Franz Wagner (1872–1956), stimmte bei der Volksabstimmung 1938 als einziger Schwanenstädter gegen den Anschluss an Deutschland
- Berthold Folberth (1910–1978), Pfarrer der Evangelischen Kirche A. B.
- Rudolf Staudinger (1923–1995), Nationalrat, Kommerzialrat
- Johannes Puchmair (1930–2007), Pfarrer der römisch-katholischen Kirche, Konsistorialrat, Dechant i. R.
- Karl Staudinger (* 1949), Bürgermeister a. D., Konsulent[5]

### Söhne und Töchter der Gemeinde
- Ignaz Parhamer (1715–1786), Jesuit, Pädagoge
- Franz Xaver Süßmayr (1766–1803), Komponist, Kapellmeister, Schüler Mozarts
- Thomas Fellner (1852–1904), Archivar, Historiker und Hochschullehrer
- Karl Schachinger (1860–1919), Politiker (CSP)
- Carl Holböck (1905–1984), Kirchenrechtler
- Ferdinand Holböck (1913–2002), Priester und Universitätslehrer
- Rudolf Staudinger (1923–1995), ehemaliger Bürgermeister der Stadt
- Rudolf Lehr (1929–2023), Journalist und Historiker
- Gotthard Muhr (1939–2013), Maler und Bildhauer
- Peter Michaelis (* 1946), Manager
- Norbert Gugerbauer (* 1950), Politiker (FPÖ)
- Bernhard Gratzer (* 1956), Politiker (FPÖ Niederösterreich)
- Herbert Dutzler (* 1958), Lehrer und Kriminalschriftsteller
- Peter Ablinger (1959–2025), Komponist
- Gudrun Harrer (* 1959), Journalistin, Irak-Expertin
- Hanspeter Mössenböck (* 1959), Informatiker und Hochschullehrer
- Rudolf Habringer (* 1960), Schriftsteller
- Ewald Roth (* 1960), Karateka und Karate-Bundestrainer
- Harald Raupenstrauch (* 1961), Ingenieur, Wärmetechniker und Hochschullehrer
- Birgit Müller-Wieland (* 1962), Schriftstellerin
- Manfred Hiptmair (* 1965), Judoka

### Ehrenringträger der Gemeinde
- August Froschauer (* 1927), Stadtamtsleiter i. R., Goldenes Verdienstzeichen der Republik Österreich, ehemaliger Kommandant der Freiwilligen Stadtfeuerwehr, Ehrenkommandant der Freiwilligen Stadtfeuerwehr und Ehren-Abschnittskommandant des Feuerwehr-Abschnittes Schwanenstadt
- Johannes Puchmair (1930–2007), röm.-kath. Pfarrer, Konsistorialrat, Dechant
- Helmut Puffer, Wirtschaftstreuhänder, Steuer- und Unternehmensberater, allg. beeid. und gericht. zertifizierter Sachverständiger, Kommerzialrat
- Franz Hochreiner, Schuldirektor, ehem. Stadtrat und Gemeinderat
- Rudolf „Rudi“ Deixler – seit 2002 SPÖ Vizebürgermeister a. D.
- Johann Obermayr – 2010 – Unternehmer
- Franz Schwarz – 2011 – SPÖ Stadtrat a. D.
- Johann Kapsamer – 2011 – Inhaber Fa. Joka Werke
- Michael Dutzler – 2022 – FPÖ Stadtrat a. D.
- Gerhard Igelsböck – 2023 – SPÖ Vizebürgermeister a. D.

### Großes Ehrenzeichen in Gold der Stadt Schwanenstadt
- August Froschauer (* 1927), Stadtamtsleiter i. R.
- Herbert Dutzler (* 1958), Schriftsteller
- Franz Froschauer[6] (* 1958), Schauspieler
- Michael Aichmayr (* 1961), Univ.-Prof., Initiator des Internationalen Kinder- und Jugendbuchwettbewerbs der Stadtgemeinde Schwanenstadt „Auf Schmetterlings- und Schwanenflügeln“
- Rudolf Anschober (* 1960), Bundesminister für Soziales, Gesundheit, Pflege und Konsumentenschutz a. D.
- Ingeborg Kirchschlager, Gemeinde- und Stadträtin a. D.
- Johannes Linner
- Eduard Kudernatsch, Gemeinderat und Stadtrat a. D.
- Wilhelm Peter Mayer – Stadtrat a. D.
- Christoph Köttl – Emmy und Pulitzer-Preisträger 2022